# WASP-4
WASP-4는 봉황자리 방향으로 지구에서 1,000광년 정도 떨어진 황색 왜성이다. 2007년 이 항성 주위를 도는 외계 행성 WASP-4b가 발견되었다.

## 물리적 특징
WASP-4는 질량은 태양의 90퍼센트 수준이며 표면 온도도 5500 켈빈 수준으로 태양보다 차가운 황색 왜성이다. 그러나 반지름은 태양보다 15퍼센트 정도 더 크다.

## 참고 문헌
1. ↑  WASP-4b: A 12th Magnitude Transiting Hot Jupiter in the Southern Hemisphere, D. M. Wilson et al., Astrophysical Journal 675, #2 (March 2008), pp. L113–L116. doi:10.1086/586735.
2. ↑  UK planet hunters announce three new finds 보관됨 2008-05-16 - 웨이백 머신, 언론 보도, WASP project.